# Порєччя (Калязінський район)
Порєччя (рос. Поречье) — присілок в Калязінському районі Тверської області Російської Федерації.
Населення становить 197 осіб. Входить до складу муніципального утворення Нерльське сільське поселення.

## Історія
Від 2005 року входило до складу муніципального утворення Нерльське сільське поселення.

## Населення
| 1859 | 1888 | 1897 | 2002 | 2008 | 2010 |
| ---- | ---- | ---- | ---- | ---- | ---- |
| 434  | ↗601 | ↗711 | ↘272 | ↘236 | ↘197 |